# Перейра (Мирандела)
Перейра (порт. Pereira) — район (фрегезия) в Португалии, входит в округ Браганса. Является составной частью муниципалитета Мирандела. По старому административному делению входил в провинцию Траз-уж-Монтиш и Алту-Дору. Входит в экономико-статистический субрегион Алту-Траз-уш-Монтеш, который входит в Северный регион. Население составляет 245 человек на 2001 год. Занимает площадь 7,50 км².